# モレ＝サン＝ドニAOC

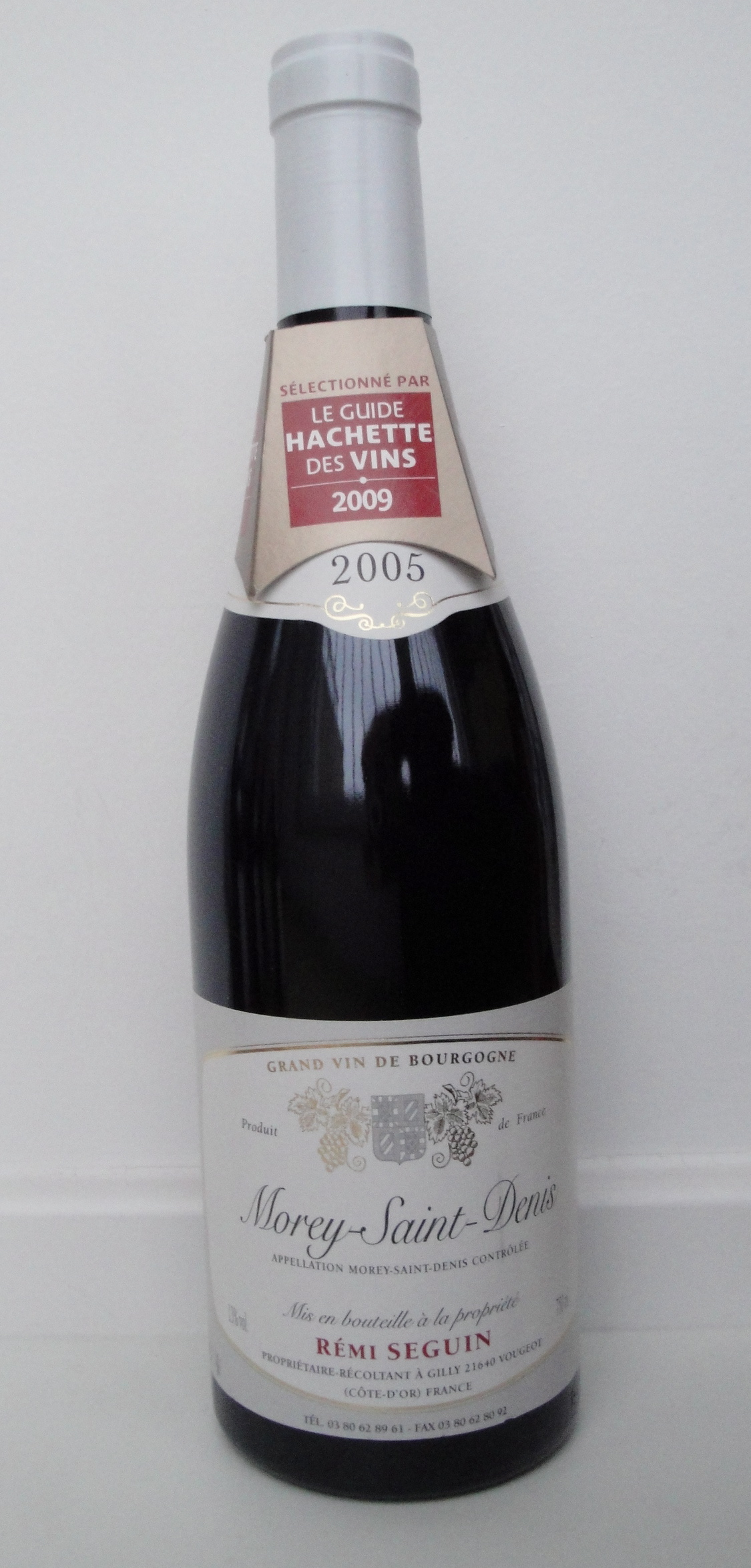
2005年産モレ＝サン＝ドニ

モレ＝サン＝ドニ （Morey-saint-denis）は、ブルゴーニュワインの1つ。

## 概要
産地であるモレ＝サン＝ドニ村はコート・ド・ニュイ地区の北部に位置し、北はジュヴレ＝シャンベルタン村に、南はシャンボール＝ミュジニー村に接している。
この両隣やヴォーヌ・ロマネ村に比べると、やや見劣りすると言われるが、村内には特級畑が5つもあり、バランスのとれたしっかりした香味のワインは、ブルゴーニュの村名AOCのなかでも優れたものの一つである。
97%が赤ワインで、白ワインはわずかである。特級畑に指定されているものは、すべて赤ワインである。